# Матичњак
Матичњак или пчелиња трава, маточина, пчелињак (лат. Melissa officinalis) је лековита, ароматична биљка из породице уснатица (Lamiaceae).

## Опис биљке
Вишегодишња зељаста биљка са кратким ризомом и подземним столонама. Стабло је усправно, длакаво или голо и четворострано. Листови су светлозелени, јајасти са ободом који је грубо тестераст и распоређени су наспрамно. Цветови су сакупљени по 3-10 у пазуху вршних листова. Цветови су двоусни бели, светлољубичасти или жути. Биљка мирише на лимун, отуд назив лимунова трава. Назив пчелиња трава биљка је добила јер су чести посетиоци пчеле. У питању је вишегодишња биљка, чији је век трајања од 5 до 10 година. Формира жбун, бокори се.
Из семена се производи расад, који се расађује на 25 cm. Расађивање може да се спроведе и преносом већ оформљеног корена тј. подземног дела биљке на нову парцелу. Биљка се коси најмање 2 пута годишње. Може да буде и врло декоративна саксијска биљка, пријатног мириса.

## Дрога и хемијски састав
Матичњак се користи у народној и званичној медицини и то његови листови и етарско уље. Скупљају се вршни делови биљке на самом почетку цветања - лист и стабљика (корен не), суше се и прерађују. Листови садрже етарско уље (0,02-0,2%) чији садржај варира зависно од генетског потенцијала и поднебља на коме биљка расте. Користи се у облику чаја, биљних капи или етарског уља.

## Лековито дејство
Ова биљка се традиционално употребљава у српском народу. Етарско уље је седатив (средство за умирење) и карминатив (средство против надувености стомака), а може и да се утрљава споља против реуматизма и неуралгија. Веома је цењено у парфимеријској индустрији, а и користе се против убода комараца. Поред у ове сврхе, матичњак се користи и код неуроза желудачно-цревног система, психовегетативних болести срца, мигрене. Доказано је и његово антимикробно дејство посебно на вирусе херпеса.

## Синоними
- Melissa officinalis subsp. altissima (Sm.) Arcang.
- Melissa officinalis var. altissima (Sm.) K.Koch
- Melissa officinalis var. cordifolia (Pers.) K.Koch
- Melissa officinalis var. foliosa Briq.
- Melissa officinalis var. graveolens (Host) Nyman
- Melissa officinalis var. hirsuta K.Koch
- Melissa officinalis subsp. officinalis
- Melissa officinalis var. romana (Mill.) Woodv.
- Melissa officinalis var. villosa Benth.